# Pastorita Huaracina
María Dictenia Alvarado Trujillo (Malvas, 19 de diciembre de 1930 - Lima, 24 de mayo de 2001), conocida bajo el nombre artístico de Pastorita Huaracina, fue una cantautora peruana de música andina. Incursionó en la radio y televisión de su país como productora, directora y animadora. Asimismo, se desarrolló como promotora cultural y política. Por ejemplo, en 1980 postuló al Parlamento.
Con su canto, se convirtió en una voz de libertad y justicia para los serranos, los habitantes de los altos Andes, que buscaban mejores oportunidades y condiciones de vida.
En su programa de Radio Santa Rosa, Canta el Perú Profundo, manifestó su oposición al régimen de Alberto Fujimori y Vladimiro Montesinos, y abogó incansablemente por el reconocimiento de la lengua quechua. Fiel a sus ideales, rechazó grandes ofertas de dinero de políticos y empresas que querían utilizar su influencia o explotar a su pueblo. Incluso en sus últimos días, tras someterse a una operación quirúrgica y con una salud delicada, ejerció su derecho al voto en las elecciones presidenciales peruanas de 2001. Murió de cáncer en 2001.

## Biografía
Nació en el distrito de Malvas, provincia de Huarmey. departamento de Ancash. Hija de Hipólito Alvarado Gómez, agricultor y director de la Banda de Músicos del distrito de Malvas y de Micaela Corsino Trujillo. Fue la última de 12 hermanos.
Se casó con don Carlos Antonio Romero Manzanedo director de su conjunto musical Los Andes del Perú, de quien se divorció después de 13 años de matrimonio. Tuvo dos hijos Luz Elena Romero Alvarado, abogada y Kimilsun Hipólito Alvarado Trujillo administrador de empresas. El 24 de mayo de 2001 falleció a causa de un cáncer gástrico, que se le manifestó tres meses antes.
Perteneció a un hogar humilde. A corta edad pastoreaba rebaños en el paraje de Rahuey Pampa donde también cantaba, debido a ello, se ganó el apelativo quechua de Chicche, en alusión a un pajarito cantor.

## Trayectoria artística
Inició su vida artística el 19 de diciembre de 1942 primero como bailarina de danzas andinas y después en el canto. Fue una intérprete brillante de compositores ancashinos como  Jacinto Palacios Zaragoza, autor de "Mujer Andina", "El Obrero", "Huanchaco", "Luis Pardo", "Río Santa", etc. Además de Víctor Cordero Gonzales, Manuel Grijalba, Maximiliano Rixi, José Cano, Amadeo Molina Rojo, Alejandro Collas Páucar, Norberto Melgarejo Tamariz, Maximiliano Rosario Shuán. Claudio Espinoza Benites  (El Lucero Cerreño compositor del tema "En el Cielo Las Estrellas"), entre otros músicos. Son memorables las interpretaciones de los huaynos: "Así canta Ancash", "Quisiera Quererte", "Malvacina", "Ay!, Zorro Zorro", "Canteño de mis Amores", "Rosas Pampa", "Mujer Andina", "Tu Boda", "El Paria", "Río Santa", "El Gorrioncito","Callejón de Huaylas" etc.
Viajó a muchos países de Europa, Asia y América recibiendo el reconocimiento como Embajadora y Decana de la Música Andina, Reina y Señora del Canto Andino, y por su brillante carrera fue reconocida como Patrimonio Cultural Viviente de la Nación; la cámara de senadores la condecoró con el grado de Comendadora de la Nación, el Ministerio de Educación con las Palmas Artísticas en el grado de Maestra, así como el Poder Ejecutivo a nombre del Estado la condecoró con la Orden del Sol en el Grado de Gran Cruz. También participó en el Festival de la Amistad de Corea del Norte.
Por más de tres décadas consecutivas condujo su propio programa de nombre Canta el Perú por las radios Agricultura, Nacional, La Crónica y por último Santa Rosa. Fue invitada en el programa Canto andino de Isaac Sarmiento. Destacó también por su postura política frente a sucesos de la coyuntura nacional. Tras 57 años de carrera, falleció de cáncer de estómago en 2001. Cumpliéndose su deseo que ella misma expresó antes de morir, sus restos fueron incinerados y las cenizas fueron arrojadas al río Santa en Huaraz.
Unos días después del fallecimiento de  "Pastorita Huaracina", el poeta Bernardo Rafael Álvarez escribió: 

"Víctima de cáncer, a los 72 años de edad, el jueves 24 de mayo de 2001 dejó de existir María Alvarado Trujillo, ancashina natural de Malvas. Esta mujer hizo de la sonrisa abierta, ancha, luminosa, el sello indeleble de su homenaje a la vida. Su voz, privilegiada, cristalina, inconfundible, cultivada desde su infancia de serrana pobre, fue el invalorable obsequio que entregó a los demás. Ancash y el pueblo peruano en general la han perdido. La hemos perdido. Pero aquellas melodías: Quisiera quererte, Malvasina, Zorro, zorro, Canteño de mis amores, Rosaspampa, Tu boda, El Borracho, etc., cuya almíbar paladeamos desde niños, vibrarán en nuestros oídos y en nuestros corazones para siempre. Porque en su voz –como ella lo quiso- canta el Perú, y seguirá cantando. Se fue María Alvarado Trujillo, pero quedó el Patrimonio Cultural que nos enriquece: Pastorita Huaracina, siempre nuestra." (Publicado en la revista "Somos" de El Comercio)

## Reconocimientos

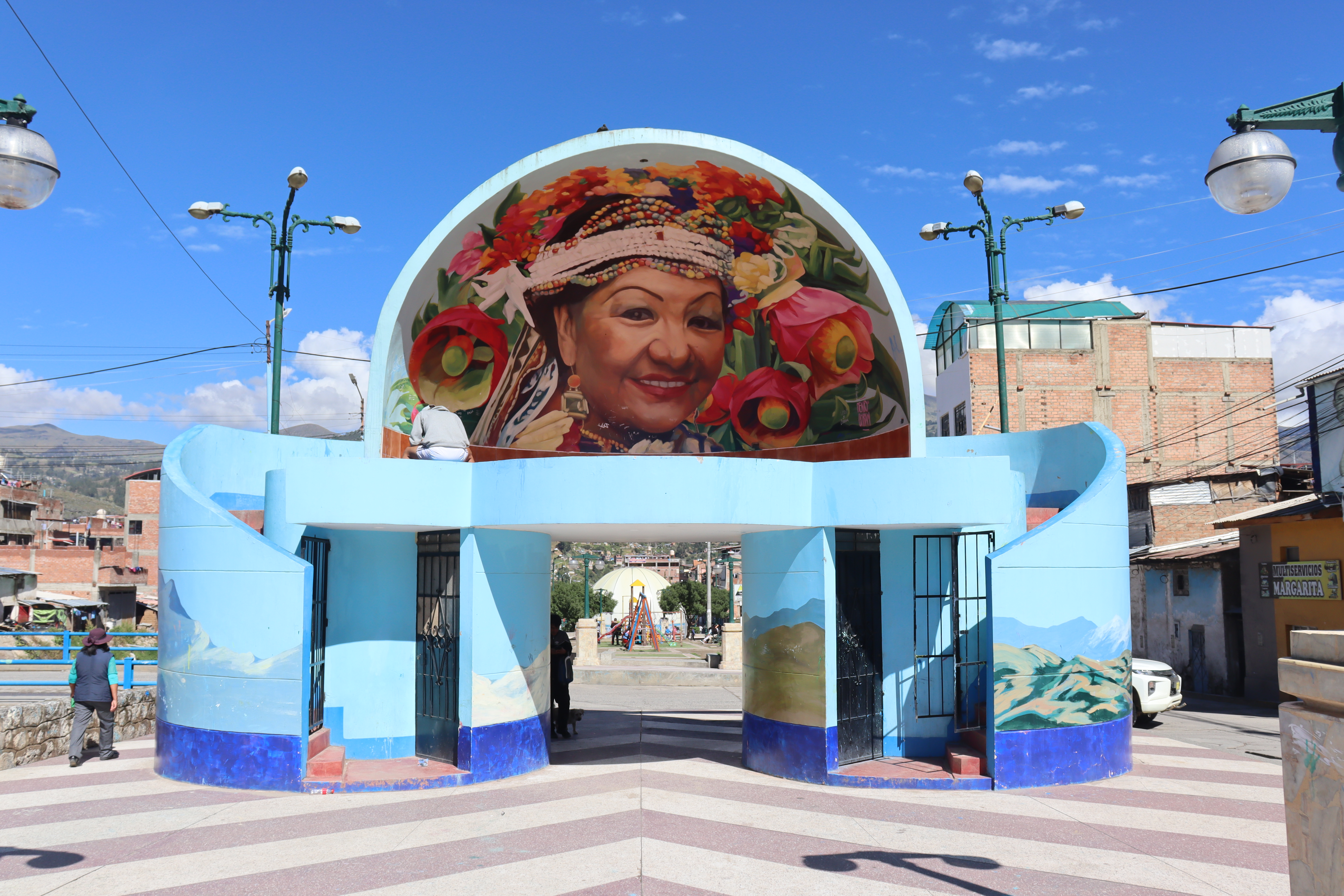
Mural de la Pastorita en el Bulevar Pastorita Huaracina, en el distrito de Independencia, Huaraz

Fue condecorada por el Congreso de la República y declarada como patrimonio viviente en 1991. Posteriormente fue condecorada con la Orden del Sol.
En el año 2007 se estableció el “Día de la Música Ancashina” en homenaje al aniversario de su fallecimiento, ocurrido un 24 de mayo, por haber dedicado su vida a "preservar y difundir la música regional ancashina".
En 2022 recibió un reconocimiento póstumo por parte del Ministerio de la Mujer y Poblaciones Vulnerables (MIMP) del Estado Peruano, el cual, mediante un decreto en ocasión del 8 de marzo, otorgó la condecoración “Orden al Mérito de la Mujer” a María Dictenia Alvarado Trujillo y otras 24 mujeres peruanas, siendo destacadas por su tarea en la defensa de los derechos y por promover la igualdad de género. En particular, Alvarado Trujillo fue reconocida por "su aporte al desarrollo y difusión de la cultura originaria desde el campo de la música, así como la eliminación de barreras para la igualdad de género".
El Teatro Municipal de Huarmey lleva su nombre en su honor, Teatro Municipal "María Alvarado Trujillo".
En Huaraz, junto a la orilla norte del río Quilcay, está el Malecón María Alvarado Trujillo, y entre este Malecón y el mismo río está el Bulevar Pastorita Huaracina, desde la transversal av. Centenario hasta casi llegando a la transversal av. Confraternidad Internacional Este.